# Wolfsbach (Dolna Austria)
Wolfsbach – gmina targowa w Austrii, w kraju związkowym Dolna Austria, w powiecie Amstetten, w rejonie Mostviertel. Liczy 1 892 mieszkańców (1 stycznia 2014).